# Basil Feilding (4e comte de Denbigh)
Basil Feilding, 4e comte de Denbigh, 3e comte de Desmond (1668 – 18 mars 1717) est un pair britannique, membre de la Chambre des lords, titré vicomte Feilding de 1675 à 1685.

## Biographie
Il est le fils de William Feilding (3e comte de Denbigh), et Mary King. Il hérite du titre anglais de comte de Denbigh, et Irlandais de Comte de Desmond en 1685.
Il épouse Hester Firebrace, fille de Basil Firebrace, 1er baronnet, le 22 juin 1695. Ils ont huit enfants, dont :
- William Feilding, 5e comte de Denbigh et 4e comte de Desmond (1697-1755)[1] qui lui succède.
- Charles Feilding, qui est le père de Charles Fielding (en), un officier de marine impliqué dans l'affaire Feilding et Bylandt[2]
- Frances Feilding (en), comtesse de Winchilsea et Nottingham.